# Michel Sapin
Michel Sapin (Boulogne-Billancourt, 9 april 1952) is een Frans politicus. Hij werd in maart 2014 minister van Financiën en Overheidscomptabiliteit in de regering-Valls I en bleef dat in de regeringen-Valls II en -Cazeneuve. Daarvoor was hij onder meer minister van Arbeid in de regering-Ayrault II en minister van Openbare Dienst en Staatshervorming in de regering-Jospin.

## Biografie
Sapin werd geboren in Boulogne-Billancourt, een zuidelijke voorstad van Parijs, in het departement Hauts-de-Seine. Hij genoot zijn middelbaar onderwijs aan het Lycée Henri IV. Daarna studeerde hij aan de Universiteit van Parijs-Sorbonne, waar hij een bachelorgraad in de geschiedenis en een mastergraad in de geografie behaalde. Daarna volgde hij nog opleidingen aan de elite-instellingen École normale supérieure, de Institut d'études politiques de Paris en de École nationale d'administration.
Sapin was tussen 1981 en 1991 lid van de Nationale Vergadering als representant van de departementen Indre (tot 1986) en Hauts-de-Seine (tot 1991). Vervolgens was hij tussen 2007 en 2012 opnieuw lid van de Nationale Vergadering als vertegenwoordiger van Indre. Hij was lid van de fractie Socialiste, radical, citoyen et divers gauche.
Van 1989 tot 1994 was hij raadslid in Nanterre. Van 1995 tot 2001 was hij de burgemeester van Argenton-sur-Creuse. In 2002 werd hij opnieuw burgemeester van deze stad. Hij diende van mei 1991 tot april 1992 als viceminister van Justitie, van april 1992 tot maart 1993 als minister van Financiën en van maart 2000 tot mei 2002 als minister van Openbare Dienst en Staatshervorming.
Na de verkiezingsoverwinning van de Franse president François Hollande werd Sapin minister van Arbeid in de nieuwe regering van premier Jean-Marc Ayrault. Na het ontslag van de regering-Ayrault II op 31 maart 2014 werd hij minister van Financiën en Overheidscomptabiliteit in de regering-Valls II. Op 30 augustus 2016 werd zijn portefeuille samengevoegd met die van de minister van Economische Zaken en omgedoopt tot Economie en Financiën.

#### In opspraak
Sapin kwam in 2015 als minister in opspraak nadat hij aan het elastiek van de onderbroek van een journaliste trok. Hij kwalificeerde dat als een 'misplaatste grap'.

## Voetnoten
1. ↑  Biografie op de site van het Franse ministerie van Financiën
2. 1 2 3   Biografie op de site van de Nationale Assemblee. Gearchiveerd op 24 augustus 2024.
3. ↑  Franse burgemeester bestuurt zijn stad vanuit gevangenis. nos.nl. Geraadpleegd op 12 mei 2021.

- Bibliothèque nationale de France: cb14010519q (data)
- Gemeinsame Normdatei: 171186362
- International Standard Name Identifier: 0000 0000 0277 0683
- Library of Congress Control Number: n84057888
- Nationale Bibliotheek van Polen: a0000003325531
- Système universitaire de documentation: 059746777
- Virtual International Authority File: 7585576
- WorldCat: E39PBJfcQXWHPfRvhTTVtM6R8C